# Clément du Mez

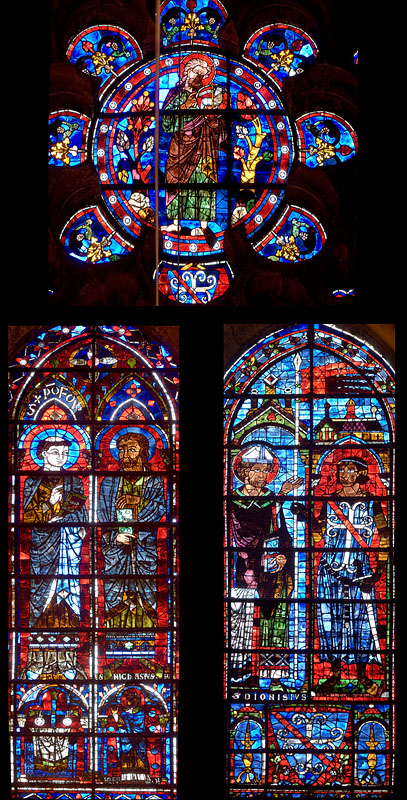
Jean Clément du Mez (ganz rechts) abgebildet auf einem Fenster der Kathedrale von Chartres

Die Familie Clément du Mez, aus dem niederen Adel des Gâtinais stammend, stellte im 12. und 13. Jahrhundert die Mehrzahl der ersten Marschälle von Frankreich.
Zur Familie gehören:
1. Robert I. Clément († um 1100), Kreuzfahrer; ⚭ Béline de Château-Landon, Tochter von Dimon, Vicomte de Melun
  1. Robert II. Clément; ⚭ Mahaut du Tourneau (Tournel)
    1. Robert III. Clément († 1181), der Erzieher Philipps II.
      1. Albéric (Aubry) Clément († 3. Juli 1191 bei der Belagerung von Akkon), erster Marschall von Frankreich
      2. Henri I. Clément, genannt le petit maréchal († 1214); ⚭ (1) NN; ⚭ (2) NN (Isabelle/Aveline) de Nemours, * Januar 1191, Tochter von Philippe (I.) de Nemours und Aveline de Melun (Le Riche)
        1. (1) Jean III. Clément, († 1260), Marschall von Frankreich; ⚭ Aveline de Nemours, † nach 17. April 1261, Dame de Buisson, Tochter von Gauthier (II.) de Nemours und Marguerite, Dame d’Aschères (Le Riche)
          1. Henri II. Clément († 1264), Marschall von Frankreich

        2. Eudes Clément du Mez, † 1248, 1228 Abt von Saint-Denis, 1245 Erzbischof von Rouen

      3. Isabeau Clément; ⚭ Simon Cornut
        1. Gautier le Cornu, 1221–1241 Erzbischof von Sens
        2. Aubry le Cornu, 1236–1244 Bischof von Chartres
        3. Gilles le Cornu, 1241–1254 Erzbischof von Sens

    2.  ? Gilles Clément († 1182)
    3.  ? Guarmont (Garmundus), Abt von Pontigny († nach 1181 in Rom)
    4.  ? Philippe du Tournel, genannt Clément, 1177/79 Marschall; ⚭ Mahaud de Gaudigny, Tochter von Pons, Seigneur de Gaudigny
      1.  ? Guillaume du Tournel, um 1221 als Marschall von Frankreich bezeugt; ⚭ Marguerite, wohl Tochter von Aubri de Dammartin und Mahaud de Clermont (Haus Mello)
        1. Gilles du Tournel († 30. Dezember 1262), Archidiakon an der Kathedrale Saint-Étienne von Sens und Kanoniker an der Kathedrale Sainte-Croix von Orléans
        2. Philippe du Tournel († 1263), Chevalier

Die Herrschaft Le Mez wurde später in Le Mez Maréchal umbenannt, sie liegt in der Gemeinde Dordives (Département Loiret).